# Paul Barth (fäktare)
Paul Barth, född 9 maj 1921, död februari 1974, var en schweizisk fäktare.
Barth blev olympisk bronsmedaljör i värja vid sommarspelen 1952 i Helsingfors.